# Bohra planei
Bohra planei (лат.) — вид вымерших сумчатых млекопитающих рода †Bohra из семейства кенгуровые (Macropodidae). Обнаружен в провинции Моробе, Папуа — Новая Гвинея. Стратиграфические подробности не были зафиксированы (предположительно, по близким видам, плиоцен-плейстоцен, возраст от 1 до 3 млн лет). Назван в честь Майкла Д. Плейна (Michael D. Plane, 1933—2017), который собрал голотип и впервые описал местонахождение Awe LF и формацию Отибанда (Otibanda).

## История обнаружения
Первый экземпляр (правая максилла AM F49468) был собран в 1961 году в местонахождении Чарли Лоуренс (V 6172, Виганда Крик, Верхняя долина Ватут, провинция Моробе, Папуа — Новая Гвинея) и подарен Австралийскому музею Т. Брауном. До затопления прудом это место было расположено «на нижнем участке ручья Виганда, где компания „Gold and Power Company“ занималась разработкой россыпного золота». Стратиграфические подробности не были зафиксированы. Основное ииповое местонахождение Watut 3 (UCMP V6356) расположено на восточном берегу реки Верхний Ватут, ниже по течению от типового местонахождения Awe Fauna (= Watut 1, V6234), провинция Моробе, Папуа — Новая Гвинея. Экземпляр UCMP 70128 был собран Майклом Д. Плейном в 1963 году и является единственным образцом, зарегистрированным из Watut 3. Образец был собран из сине-серого аргиллита, расположенного стратиграфически ниже типового местонахождения Awe Fauna. Голотип UCMP 70128 включает следующие части скелета: частичная правая задняя конечность, включая бедренную кость, дистальную половину большеберцовой кости, дистальный конец малоберцовой кости, таранную кость и пяточную кость. Ранее эти находки цитировались в научной литературе под названиями cf. Dorcopsis sp. или Silvaroo sp. и другими.

## Описание
Bohra planei наиболее близко напоминает B. nullarbora и B. bila по размеру и морфологии верхних моляров. Верхние моляры отличаются от моляров B. nullarbora тем, что на M1—3 имеется область стиларного гребня, изогнутый постпара- и премета-криста, а также более широкая, более открытая задняя металлофаска на M4. Верхние моляры отличаются от моляров B. bila тем, что бифуркация между постпаракристами и областью стилярного гребня C находится дальше от вершины параконуса, а язычный прецингулум тоньше. Бедренная кость поперечно широкая и краниокаудально сжатая проксимально с очень широким большим трохантером, широкой, неглубокой трохлеей и грубыми аддукторными рубцами, идущими по всей длине каудомедиальной стороны ствола. У голотипа B. planei сохранились только дистальные две трети голени, диафиз которой относительно прямой, очень слабо извилистый при краниальном виде, и аналогично в краниальной части проксимальной доли при боковом виде. Дистально диафиз имеет субпрямоугольную форму в поперечном сечении.

## Систематика
Bohra planei был впервые описан в 2023 году по типовым материалам с острова Новая Гвинея. Включён в состав ископаемого рода †Bohra Flannery & Szalay, 1982, который считается плезиоморфным родственным таксоном ныне живущих древесных кенгуру (Dendrolagus). Первоначально отдельные остатки Bohra planei идентифицировали в научной литературе с 1967 по 2012 годы как предположительно близкие к родам Dorcopsis или Silvaroo. Bohra planei это единственный вид этого рода, идентифицированный из Новой Гвинеи и один из трех видов ископаемых макроподоидов, наряду с B. paulae и Rhizosthenurus flanneryi Kear, 2002, первоначально описанных полностью или в основном на основе элементов задних конечностей. Это подтверждает предыдущие наблюдения, а также сделанные в работе 2023 года, которые демонстрируют высокую таксономическую ценность материала задних конечностей для распознавания ископаемых останков древесных кенгуру. Наряду с Protemnodon otibandus Plane, 1967, 'Silvaroo' buloloensis и Watutia novaeguineae, B. planei — четвертый вымерший вид Macropodinae (Macropodidae), идентифицированный из формации Отибанда и описанный в основном на основе материала из неё.